# Mercury Commuter
De Mercury Commuter is een stationwagen uit de hogere middenklasse die van 1957 tot 1968 geproduceerd werd door de Amerikaanse autofabrikant Mercury, onderdeel van de Ford Group.

## Geschiedenis
Bij zijn introductie in 1957 werd de Commuter als lid van de Mercury Monterey-serie onder de Voyager en de Colony Park gepositioneerd, twee andere nieuwe grote stationwagens van Mercury. In 1957 kon de Commuter optioneel met dezelfde 6,0L Lincoln V8-motor geleverd worden die standaard gebruikt werd voor de Mercury Turnpike Cruiser. Tussen 1957 en 1960 waren alle Mercury-stationwagens hardtops en hadden ze een achterruit die in de achterklep kon worden neergelaten, wat niet werd aangeboden op de stationwagens van het merk Ford.
De Commuter was aanvankelijk verkrijgbaar als tweedeurs- en vierdeurswagen. In 1959 werden alle Mercury-stationwagens gecombineerd tot de "Country Cruiser"-serie. In 1963 werd er geen Commuter aangeboden ten voordele van de kleinere Meteor-stationwagens, maar na het stopzetten van de Meteor-serie in 1964 kwam er terug een Commuter op de markt.
In 1968 werd de Commuter voorgoed uitgefaseerd, samen met de Mercury Montclair en de Park Lane. De Colony Park bleef tot 1991 de enige resterende Mercury-stationwagen.

## Fotogalerij

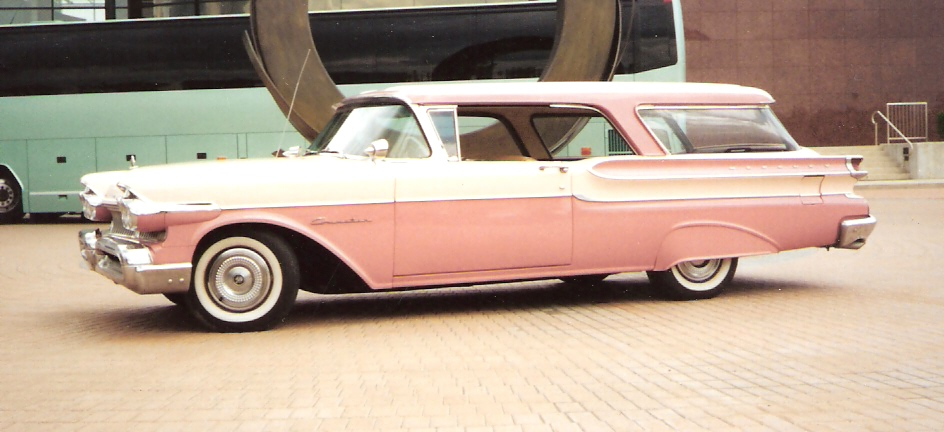
tweedeurs Mercury Commuter (1957)
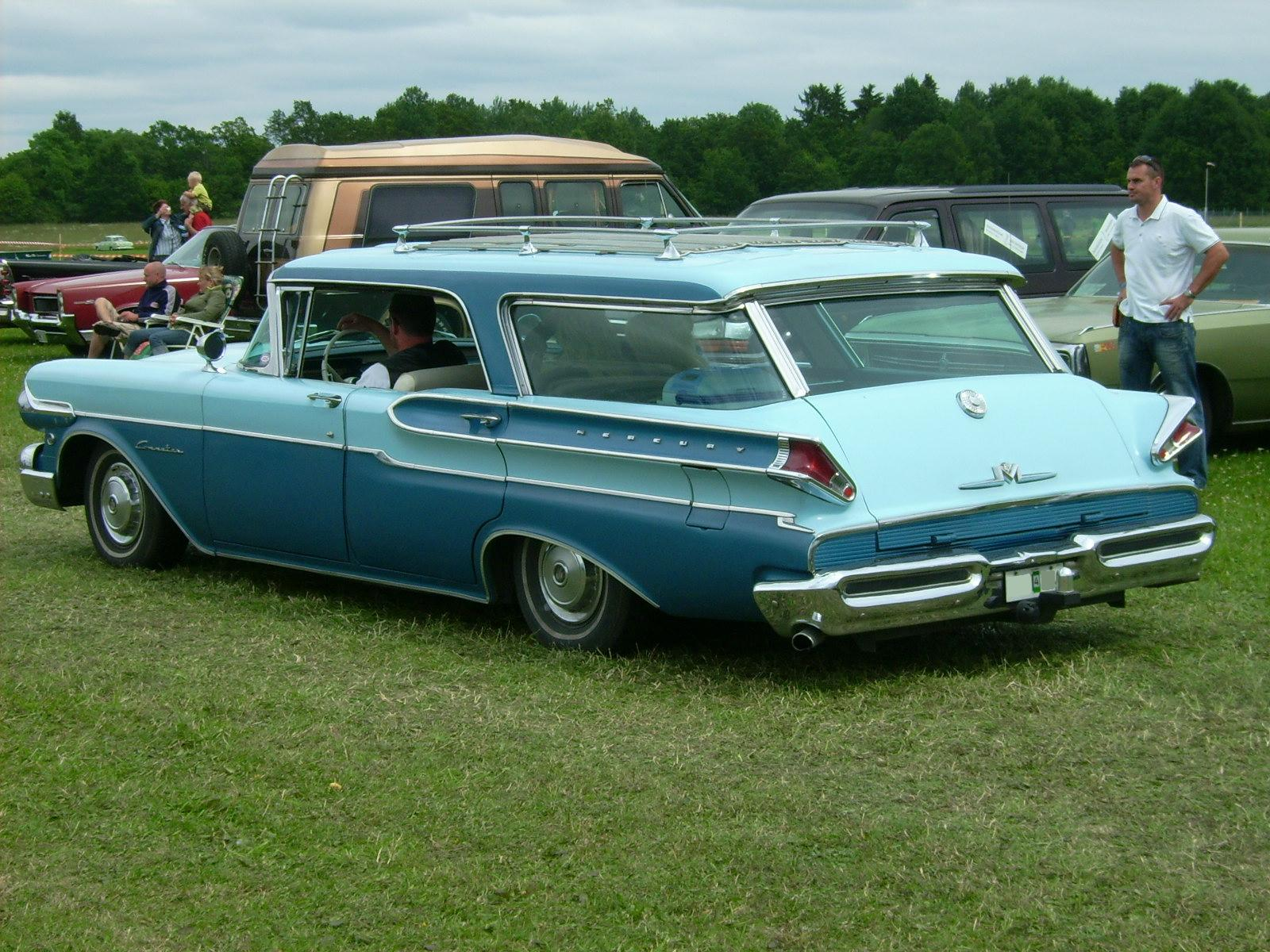
vierdeurs Mercury Commuter (1957)
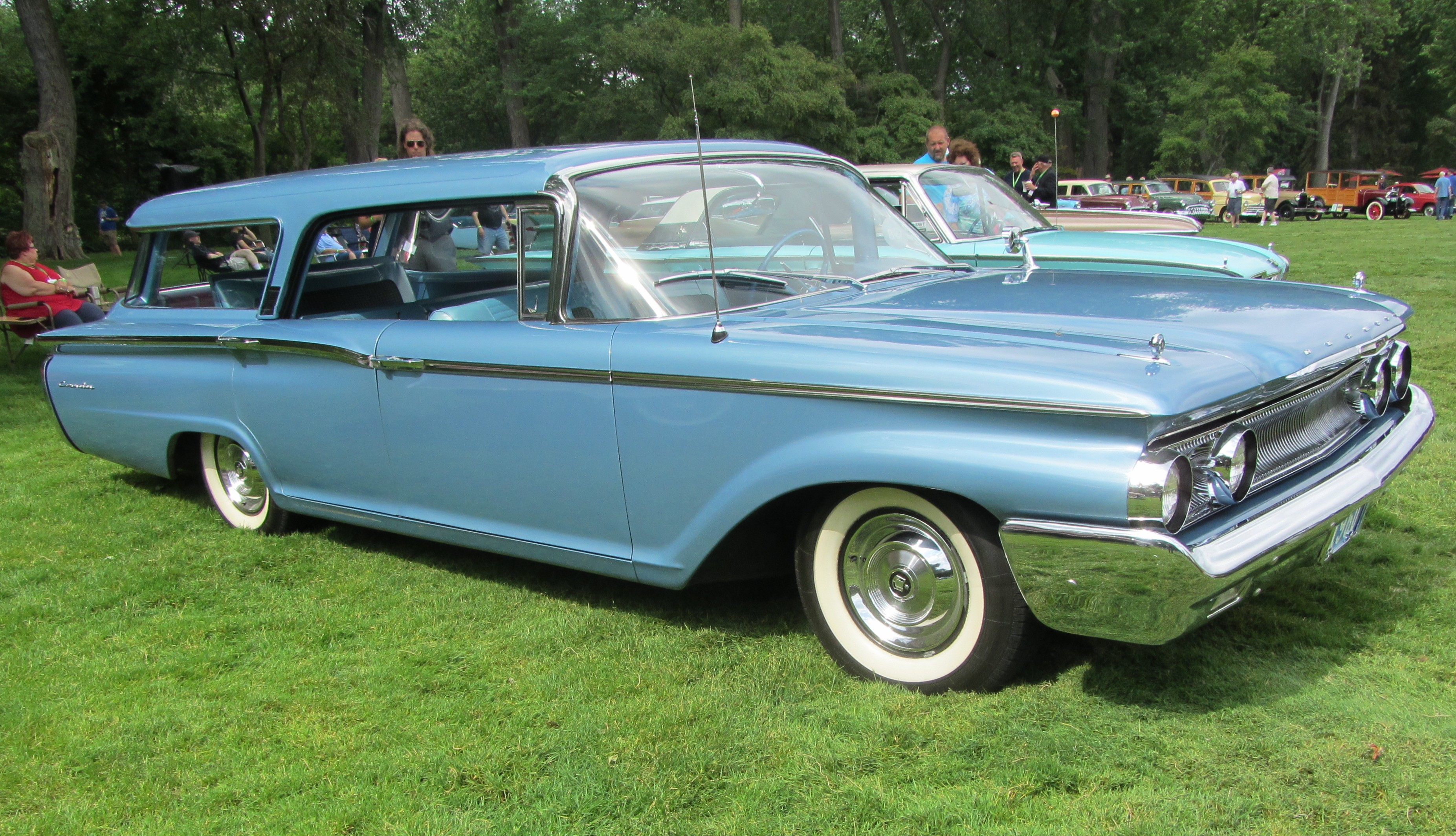
Mercury Country Cruiser Commuter (1960)
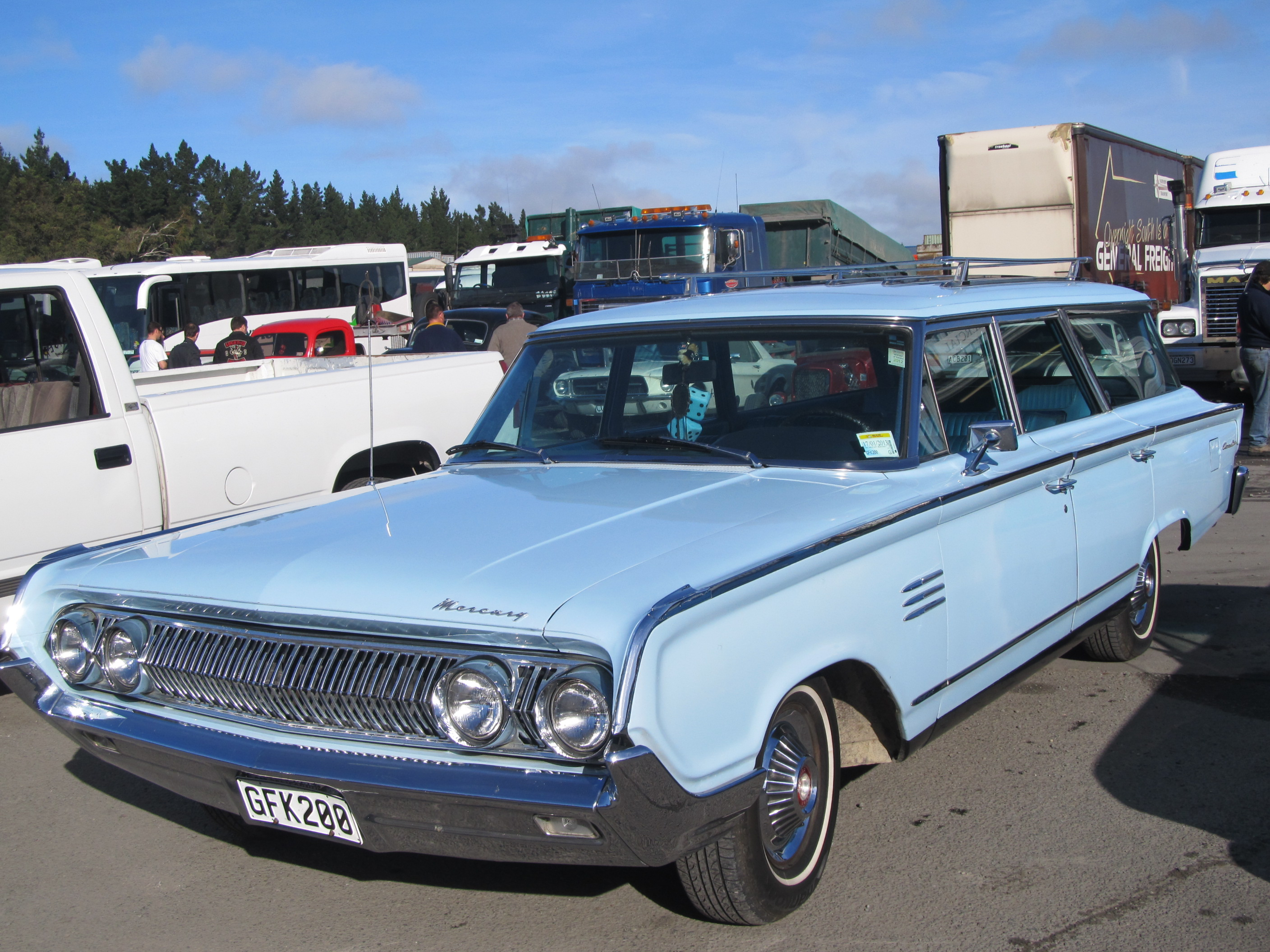
Mercury Commuter (1964)
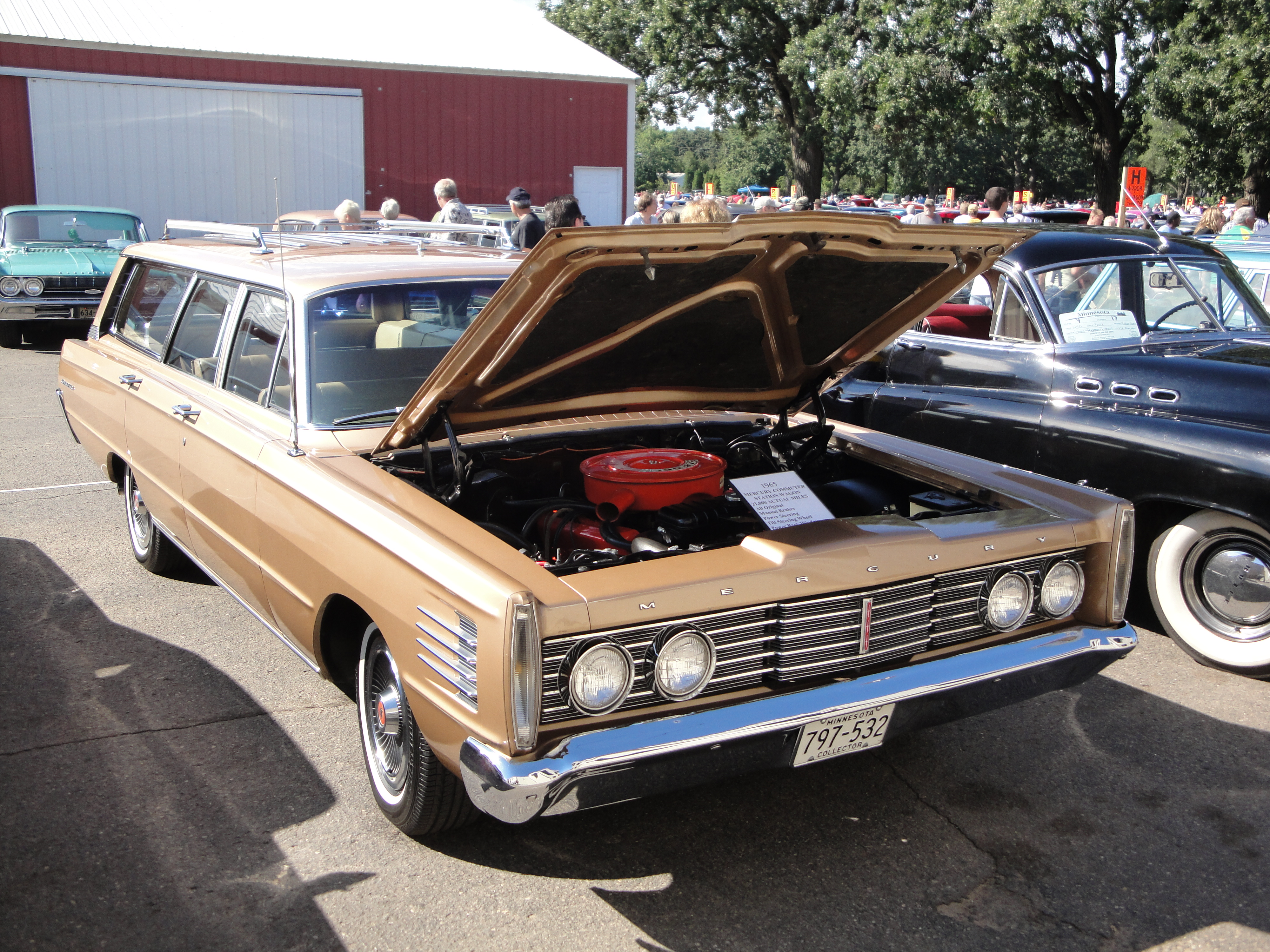
Mercury Commuter (1965)